# Magdalena Sroka
Magdalena Joanna Sroka (née Wolter ; née le 15 juillet 1979 à Gdańsk) est une policière et femme politique polonaise, députée du Diète de la république de Pologne. Elle a été la cheffe du parti politique Alliance. Depuis 2023, elle est membre du Parti paysan polonais.

## Biographie
Magdalena Joanna Sroka est née à Gdańsk. Elle est diplômée de l'Académie d'éducation physique et des sports de Gdańsk depuis 2003 et devient professeur d'éducation physique. En 2006, elle étudie la gestion des ressources humaines à l'Université de Gdańsk. En 2009, elle devient officier de police après avoir suivi les cours à l'Académie de police de Szczytno. Elle reprend plus tard ses études avec un Executive Master of Business Administration en 2019,.
En 2018, elle devient conseillère au Parlement de la Voïvodie de Poméranie, puis vice-présidente de la commission des collectivités locales et de la sécurité publique lors des élections législatives qui ont eu lieu en octobre 2019. Elle est experte dans le domaine de la sécurité pendant plus de 15 ans par son travail dans les institutions gouvernementales et locales. Elle a notamment été commissaire à  la préfecture de la police provinciale de Gdańsk.
Elle dirige également sa propre entreprise de conseils dans le domaine de la sécurité au sens large. Depuis de nombreuses années, elle mets en œuvre des programmes éducatifs et de formation destinés aux enfants et aux jeunes, ainsi qu'aux femmes et aux personnes âgées.
En 2023, elle est réélue députée à la Diète polonaise. En janvier 2024, elle préside la commission d'enquête parlementaire enquâtant sur la légalité, la régularité et la finalité des activités opérationnelles et de reconnaissance entreprises en utilisant le logiciel Pegasus parmi d'autres. Fin juin 2024, elle devient la porte-parole du groupe parlementaire PSL-TD (comprenant les députés du PSL) à la Diète polonaise.